# أغنيس وود
أغنيس وود (بالإنجليزية: Agnes Wood)‏ هي رسامة نيوزيلندية، ولدت في 1921، وتوفيت في 12 ديسمبر 2013 في أوكلاند في نيوزيلندا.